# 桨形船蛆
桨形船蛆（学名：Teredo remiformis），是海螂目蛀船蛤科Teredo属的一种。主要分布于中国大陆，常栖息在椰子树。